# الأقدام (المنيا)
قرية الاقدام  هي إحدي القرى التابعة لمركز العدوة بمحافظة المنيا في جمهورية مصر العربية. حسب إحصاءات سنة 2006، بلغ إجمالي السكان في الاقدام 866 نسمة، منهم 487 رجل و379 امرأة.